# Llapo (distrito)
O Distrito peruano de Llapo é um dos onze distritos que formam a Província de Pallasca, situada no Ancash, pertencente a Região Ancash, no Peru.

## Transporte
O distrito de Llapo é servido pela seguinte rodovia:
- PE-3NA, que liga o distrito de Tauca à cidade de La Pampa [2][3][4]